# Komediantka (powieść)
Komediantka – powieść Władysława Reymonta wydana w 1896. Dzieło powstało na podstawie własnych teatralnych przeżyć i doświadczeń autora. Bohaterką powieści jest panna Janina Orłowska. Reymont napisał Komediantkę w miejscowości Bukowno, gdzie przez krótki czas pracował jako zawiadowca na stacji kolejowej.
Kontynuacją tej powieści, opisującą dalsze losy głównej bohaterki, Janki Orłowskiej, jest powieść Fermenty wydana w 1897. Na podstawie obu utworów powstał (w 1987) film i serial w reżyserii Jerzego Sztwiertni z Małgorzatą Pieczyńską w roli głównej.

## Postacie
Spis bohaterów:
- Orłowski – ojciec Janiny, zawiadowca i ekspedytor stacji Bukowiec
- Janina (Janka) Orłowska – jedyna córka Orłowskiego, główna bohaterka
- Kręska – gospodyni domu i dama do towarzystwa Orłowskiego, była aktorka
- Andrzej Grzesikiewicz – zamożny adorator Orłowskiej mieszkający w sąsiedztwie
- Jan Cabiński – dyrektor teatru
- Cabińska – żona dyrektora, sporadyczna aktorka
- Morys Topolski – reżyser
- Majkowska – aktorka, odtwórczyni głównych ról, partnerka Topolskiego
- Sowińska – krawcowa teatralna
- Kotlicki – bogaty, nieatrakcyjny fizycznie protektor teatru, adorator Janki
- Władek Niedzielski – aktor, kochanek Janki
- Głogowski – jedyny przyjaciel Janki w teatrze, dramaturg

## Opis fabuły
Powieść rozpoczyna się w Bukowcu, gdzie na małej, położonej wśród wzgórz i lasów stacji kolejowej pracuje Orłowski. Jego córka, 22-letnia Janka, stoi przed życiową decyzją – czy przyjąć oświadczyny Grzesikiewicza, którego szanuje, ale nie kocha. Janka nie widzi się w roli żony. Marzy o wyższych celach, o poświęceniu się dla idei. W sąsiednim miasteczku pewnego razu urządza przedstawienie teatr amatorski, a Janka, grając tam rolę, odkrywa, że pasjonuje ją aktorstwo. Ojciec, z natury porywczy, nieakceptujący córki (zawsze pragnął mieć syna) zarzeka się, że wyrzuci córkę z domu, jeśli odrzuci ona oświadczyny Grzesikiewicza. Bohaterka, żyjąca zawsze w zgodzie z własnym sumieniem i swymi wartościami, mimo wszystko nie ulega presji ojca. Musi opuścić dom. Postanawia, że pojedzie do Warszawy i spróbuje dostać się do teatru Cabińskiego, o którym czytała w gazetach poświęconych sztuce.
Dalsze losy Janiny koncentrują się wokół teatru Cabińskiego, do którego zostaje zaangażowana. Daje ona także lekcje gry na fortepianie córce Cabińskiej. Spełnia się jej marzenie o aktorstwie, odkryty zostaje jej talent, dostaje jednak wciąż małe role. Obserwując otoczenie, rozczarowuje się panującymi w teatrze obyczajami i ludźmi. Aktorzy uciekają się do niemoralnych sposobów, żeby zdobyć rolę i sławę, są zawistni, myślą wyłącznie o sobie. Janka trzyma się na uboczu, jedynie w Głogowskim, kochającym jak ona sztukę, znajduje bratnią duszę i przyjaciela, ale on niebawem wyjeżdża. O jej względy zaczyna walczyć Kotlicki, lecz Jankę odrzuca jego buta, cynizm, instrumentalne i pozbawione szacunku traktowanie kobiet. Udaje się do niej zbliżyć Władkowi Niedzielskiemu, który umiejętnie grając człowieka czułego i szlachetnego, zostaje jej kochankiem. 
Pieniądze, które Janka ze sobą przywiozła, wkrótce się kończą, a płaca, jaką dostaje, nie wystarcza na życie. Orłowska zaczyna głodować. Zaczyna się od niej odsuwać Władek, który ma już dość udawania przed nią lepszego niż jest. W końcu zostaje jej odebrana większa rola. Chora, samotna, znużona walką o przetrwanie, pozbawiona nadziei na odmianę losu próbuje popełnić samobójstwo.